# A Grand Love Story
 (janvier 2017).
Si vous disposez d'ouvrages ou d'articles de référence ou si vous connaissez des sites web de qualité traitant du thème abordé ici, merci de compléter l'article en donnant les références utiles à sa vérifiabilité et en les liant à la section « Notes et références ».
Albums de Kid Loco
Blues Project
(1996) Jesus Life For Children Under 12 Inches
(1999)
A Grand Love Story est un album de trip hop français publié par Kid Loco en 1997 puis réédité en digipack 2 CD en 1998 sous le label Yellow productions et distribué par EastWest (Warner Music France).
C'est avec cet album que Kid Loco parvient définitivement à imposer son style dans le milieu du trip hop grâce à des morceaux aux ambiances câlines et ambient[réf. nécessaire].
Les compositions gravitent majoritairement autour de samples éparses et utilisés comme instrument à part entière.
Ode à l'amour décliné à travers des morceaux sensuels, A Grand Love Story compte parmi les albums majeurs de la scène électronique mondiale[réf. nécessaire].

## Liste des titres
Tous les titres sont signés Kid Bravo, Kid Loco aimant à décliner son identité[réf. nécessaire].

### Édition originale (1997)
| 1.    | A Grand Love Theme             | Easy to Be Hard (en) de Three Dog Night                                                               | 4:03 |
| 2.    | Relaxin' With Cherry           | El Mar de George Benson Three Tough Guys (Title Theme) de Isaac Hayes                                 | 5:39 |
| 3.    | Love Me Sweet                  | | 4:50 |
| 4.    | The Bootleggers                | Bumpin' on Sunset de Brian Auger's Oblivion Express                                                   | 7:12 |
| 5.    | Calling Aventura King          | | 6:31 |
| 6.    | Sister Curare                  | | 5:28 |
| 7.    | She's My Lover (A Song For R.) | L.S.D. Partie de Roland Vincent                                                                       | 4:38 |
| 8.    | She Woolf Daydreaming          | Further Than We've Gone de Captain Beefheart & His Magic Band O Venezia, Venaga, Venusia de Nino Rota | 4:57 |
| 9.    | Alone Again So                 | Do It ('Til You're Satisfied) (en) de B.T. Express                                                    | 7:05 |
| 10.   | Cosmic Supernatural            | The Good Humor Man He Sees Everything Like This de Love                                               | 4:49 |
| 55:13 |                                | |      |

### Ré-édition 2 x CD (1998)
| Titres bonus (Disque 2) | Titres bonus (Disque 2)                                            | Titres bonus (Disque 2) | Titres bonus (Disque 2) | Titres bonus (Disque 2) | Titres bonus (Disque 2) | Titres bonus (Disque 2) | Titres bonus (Disque 2) | Titres bonus (Disque 2) | Titres bonus (Disque 2) |
| No                      | Titre                                                              | Durée                   |                         |                         |                         |                         |                         |                         |                         |
| ----------------------- | ------------------------------------------------------------------ | ----------------------- | ----------------------- | ----------------------- | ----------------------- | ----------------------- | ----------------------- | ----------------------- | ----------------------- |
| 1.                      | La Seduzione                                                       | 5:18                    |                         |                         |                         |                         |                         |                         |                         |
| 2.                      | Pearly Girly Man                                                   | 4:18                    |                         |                         |                         |                         |                         |                         |                         |
| 3.                      | Cum'on                                                             | 3:07                    |                         |                         |                         |                         |                         |                         |                         |
| 4.                      | The Wrong Number                                                   | 6:34                    |                         |                         |                         |                         |                         |                         |                         |
| 5.                      | She's My Lover (A Revolution Sitting Stoned In A Field Remix Edit) | 4:39                    |                         |                         |                         |                         |                         |                         |                         |
| 79:08                   |                                                                    |                         |                         |                         |                         |                         |                         |                         |                         |

## Vidéographie
Clips extraits de l'album
- She's My Lover (Dir. : Denys Thybaud)[video 1]
- Love Me Sweet (Dir. : Denys Thybaud)[video 2]
- She Woolf Daydreaming (Dir. : J.-H. Rochereuil)[video 3]

Note
Le clip de She Woolf Daydreaming a été réalisé à partir d'images d'archives de l'accident de la navette spatiale Challenger : il met en parallèle la tragédie de ces images avec le morceau où l'on entend distinctement une femme en plein orgasme[réf. nécessaire].
1. ↑  (en) « Visionner la vidéo She's my lover », sur YouTube (3 min 31 s)
2. ↑  (en) « Visionner la vidéo Love Me Sweet », sur YouTube (3 min 52 s)
3. 1 2  (en) « Visionner la vidéo She Woolf Daydreaming », sur YouTube (4 min 28 s)